# Château de Lacarre
Le château de Lacarre est situé sur la commune de Lacarre, dans le département des Pyrénées-Atlantiques. 

## Historique
Le château fut la propriété du maréchal Harispe. Il passa ensuite aux Dutey-Harispe.
Le château fait l’objet d’une inscription au titre des monuments historiques depuis le 13 octobre 1992.